# Four Seasons. (East Bay Regional Parks Botanical Garden)
Four Seasons. (East Bay Regional Parks Botanical Garden) (abreviado Four Seasons) es una revista con ilustraciones y descripciones botánicas que es publicada en Berkeley (California) desde el año 1964.